# Emil Schüz
Georg Emil Carl Christoph Schüz (* 12. August 1828 in Calw; † 6. April 1877 ebenda) war ein deutscher praktizierender Arzt und Botaniker.

## Leben
Emil Schüz besuchte zuerst die Elementarschule und später die Lateinschule seiner Heimatstadt, bevor er im Mai 1842 das Gymnasium in Stuttgart wechselte. Im Oktober 1846 bezog er zum Studium der Medizin die Universität Tübingen, wo er, bis auf ein Semester an der Universität Heidelberg, bis zum Herbst 1851 verblieb. Nach Calw zurückgekehrt begann er noch im gleichen Jahr ein Referendar beim dortigen Physikate. Nachdem sein Vater am 23. Dezember 1852 verstorben war, übernahm Schüz dessen Praxis, legte im Juli 1853 das Staatsexamen ab und wirkte ab dann als Land- und Stadtarzt in und um Calw. Bedingt durch ein Kniegelenks- und Leberleiden, gegen welche er in Wildbad und Karlsbad wiederholt Hilfe suchte, gab er zum Winter 1870/71 seine Praxis auf. Emil Schüz, der seit Jahren auch an einer Herzverfettung litt, starb am Morgen des 6. April 1877 beim Ankleiden durch einen Herzschlag.
Durch seine Familie kam er schon in frühen Jahren in Kontakt mit den Naturwissenschaften. Schon zu Gymnasialzeiten begann er eine Naturaliensammlung und bildete sich an der Universität auch in Zoologie und Botanik weiter, speziell letztere hatte es ihm angetan. Da er sehr früh die Praxis seines Vaters übernahm, konnte er in jungen Jahren kaum wissenschaftliche Reisen unternehmen, welche er erst in späteren Jahren nachholte. Nach seiner Pensionierung konzentrierte er sich auf seine Sammlungen und Vereine und setzte seine schriftstellerischen Arbeiten fort.
Schüz war Mitglied in zahlreichen Vereinen, unter anderem seit 1853 im Verein für vaterländische Naturkunde in Württemberg, seit 1859 in der oberhessischen Gesellschaft für Natur- und Heilkunde, seit 1868 im Württembergischen Altertumsverein, seit 1872 in der Anthropologischen Gesellschaft und seit 1873 in der Zoologisch-Botanischen Gesellschaft. Am 10. April 1876 wurde er in die Leopoldina aufgenommen (Fachsektion Botanik). Auch die Versammlungen deutscher Naturforscher und Ärzte versuchte er regelmäßig zu besuchen (1853, 1857, 1865, 1868, 1869, 1872, 1873, 1875 und 1876).
In dem 1813 für den Arzt Johann Georg Zahn, sein Großvater mütterlicherseits, erbauten Haus Marktplatz 30 („Haus Schüz“), Geburtshaus und späteres Wohnhaus von Schüz, befindet sich seit 1990 das Hermann-Hesse-Museum in Calw. Im Calwer Stadtgarten, in dem Schüz seltene Bäume hatte pflanzen lassen, befindet sich ein Gedenkstein.

## Sammlungen
Sein Herbarium (Flora Germanica et Helvetica), das etwa 4 Schränke umfasste, kam um 1932 zum Staatlichem Museum für Naturkunde in Stuttgart (STU).

## Werke (Auswahl)
- Flora des nördlichen Schwarzwaldes. Inaugural-Abhandlung zur Erlangung der Doktorwürde in der Medicin und Chirurgie. Druck der A. Oelschlägerschen Buchdruckerei, Calw 1858, urn:nbn:de:bvb:12-bsb10303250-5.
- Vom Schwarzwald ins Morgenland. Reisebilder. Hoffmannsche Verlagsbuchhandlung, Stuttgart 1870 (Zweite vermehrte und verbesserte Auflage 1875).
- Atropa Belladonna L. var. lutea (Schüz) und ihr Atropingehalt. In: Jahreshefte des Vereins für vaterländische Naturkunde in Württemberg. 33. Jahrgang. E. Schweizerbartsche Verlagshandlung (E. Koch), Stuttgart 1877, S. 291–293 (zobodat.at [PDF; 549 kB; abgerufen am 13. März 2022]).